# Спапола (Беневенто)
Спапола је насеље у Италији у округу Беневенто, региону Кампанија.
Према процени из 2011. у насељу је живело 9 становника. Насеље се налази на надморској висини од 437 м.